# Single numer jeden w roku 1979 (USA)
Notowanie Billboard Hot 100 przedstawia najlepiej sprzedające się single w Stanach Zjednoczonych. Publikowane jest ono przez magazyn Billboard, a dane kompletowane są przez Nielsen SoundScan w oparciu o cotygodniowe wyniki sprzedaży cyfrowej oraz fizycznej singli, a także częstotliwość emitowania piosenek na antenach stacji radiowych.
| Data publikacji | Piosenka                         | Artysta                           |
| --------------- | -------------------------------- | --------------------------------- |
| 6 stycznia      | „Too Much Heaven”                | Bee Gees                          |
| 13 stycznia     | „Too Much Heaven”                | Bee Gees                          |
| 20 stycznia     | „Le Freak”                       | Chic                              |
| 27 stycznia     | „Le Freak”                       | Chic                              |
| 3 lutego        | „Le Freak”                       | Chic                              |
| 10 lutego       | „Da Ya Think I'm Sexy?”          | Rod Stewart                       |
| 17 lutego       | „Da Ya Think I'm Sexy?”          | Rod Stewart                       |
| 24 lutego       | „Da Ya Think I'm Sexy?”          | Rod Stewart                       |
| 3 marca         | „Da Ya Think I'm Sexy?”          | Rod Stewart                       |
| 10 marca        | „I Will Survive”                 | Gloria Gaynor                     |
| 17 marca        | „I Will Survive”                 | Gloria Gaynor                     |
| 24 marca        | „Tragedy”                        | Bee Gees                          |
| 31 marca        | „Tragedy”                        | Bee Gees                          |
| 7 kwietnia      | „I Will Survive”                 | Gloria Gaynor                     |
| 14 kwietnia     | „What a Fool Believes”           | The Doobie Brothers               |
| 21 kwietnia     | „Knock on Wood”                  | Amii Stewart                      |
| 28 kwietnia     | „Heart of Glass”                 | Blondie                           |
| 5 maja          | „Reunited”                       | Peaches & Herb                    |
| 12 maja         | „Reunited”                       | Peaches & Herb                    |
| 19 maja         | „Reunited”                       | Peaches & Herb                    |
| 26 maja         | „Reunited”                       | Peaches & Herb                    |
| 2 czerwca       | „Hot Stuff"                      | Donna Summer                      |
| 9 czerwca       | „Love You Inside Out”            | Bee Gees                          |
| 16 czerwca      | „Hot Stuff”                      | Donna Summer                      |
| 23 czerwca      | „Hot Stuff”                      | Donna Summer                      |
| 30 czerwca      | „Ring My Bell”                   | Anita Ward                        |
| 7 lipca         | „Ring My Bell”                   | Anita Ward                        |
| 14 lipca        | „Bad Girls”                      | Donna Summer                      |
| 21 lipca        | „Bad Girls”                      | Donna Summer                      |
| 28 lipca        | „Bad Girls”                      | Donna Summer                      |
| 4 sierpnia      | „Bad Girls”                      | Donna Summer                      |
| 11 sierpnia     | „Bad Girls”                      | Donna Summer                      |
| 18 sierpnia     | „Good Times”                     | Chic                              |
| 25 sierpnia     | „My Sharona”                     | The Knack                         |
| 1 września      | „My Sharona”                     | The Knack                         |
| 8 września      | „My Sharona”                     | The Knack                         |
| 15 września     | „My Sharona”                     | The Knack                         |
| 22 września     | „My Sharona”                     | The Knack                         |
| 29 września     | „My Sharona”                     | The Knack                         |
| 6 października  | „Sad Eyes”                       | Robert John                       |
| 13 października | „Don’t Stop ’Til You Get Enough” | Michael Jackson                   |
| 20 października | „Rise”                           | Herb Alpert                       |
| 27 października | „Rise”                           | Herb Alpert                       |
| 3 listopada     | „Pop Muzik”                      | M                                 |
| 10 listopada    | „Heartache Tonight”              | Eagles                            |
| 17 listopada    | „Still”                          | The Commodores                    |
| 24 listopada    | „No More Tears”                  | Barbra Streisand ft. Donna Summer |
| 1 grudnia       | „No More Tears”                  | Barbra Streisand ft. Donna Summer |
| 8 grudnia       | „Babe”                           | Styx                              |
| 15 grudnia      | „Babe”                           | Styx                              |
| 22 grudnia      | „Escape”                         | Rupert Holmes                     |
| 29 grudnia      | „Escape”                         | Rupert Holmes                     |